# Schloss Hohenthann (Obertaufkirchen)

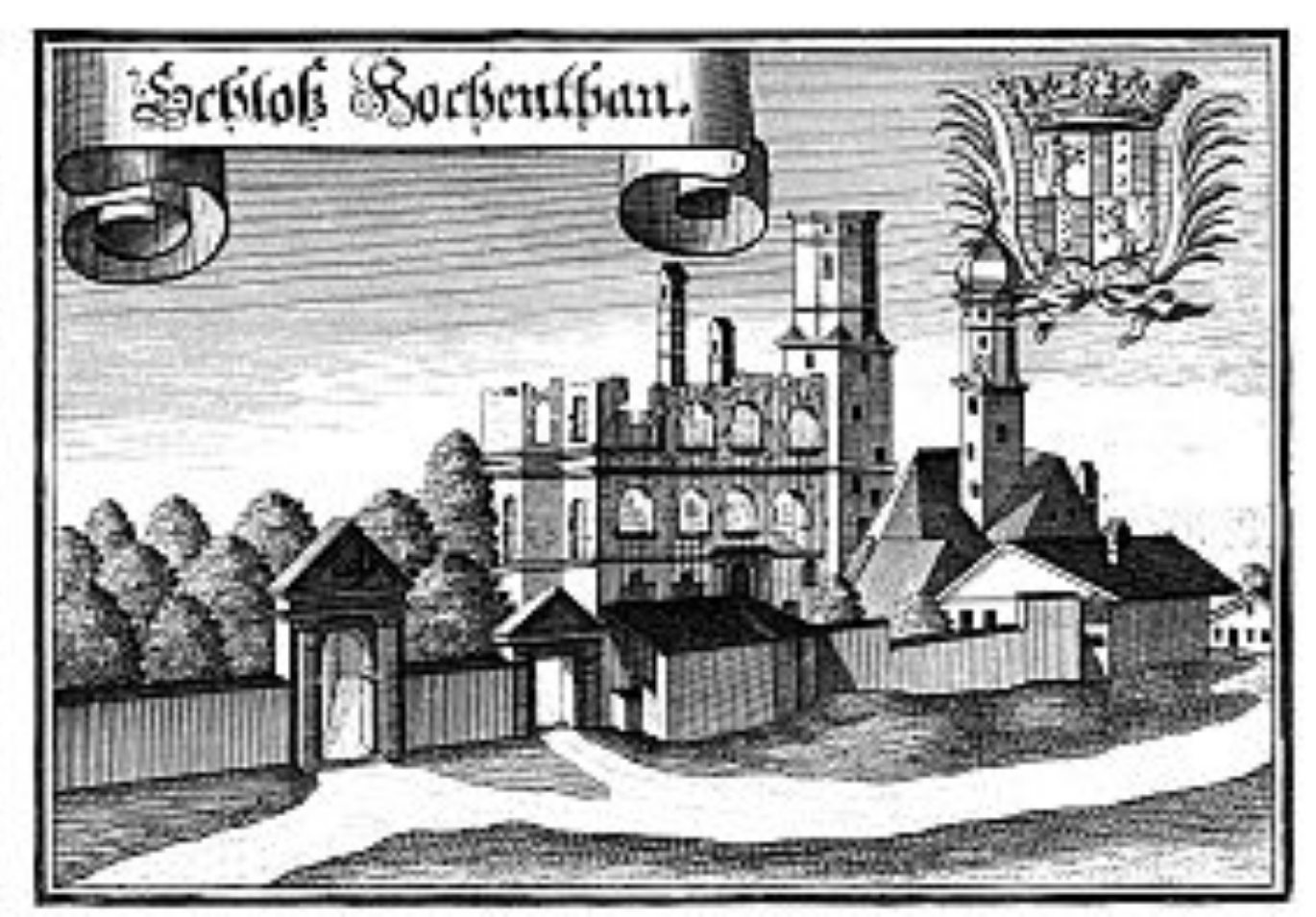
Michael Wening: Schloss Hohenthann als Ruine um 1700

Schloss Hohenthann, auch Hohenthan oder Niederhohenthan genannt, war ein Edelsitz in der Einöde Hohenthann in der Gemeinde Obertaufkirchen im Landkreis Mühldorf am Inn in Bayern.

## Geschichte
Um das Jahr 790 scheint die Gegend um Obertaufkirchen zum ersten Mal in den schriftlichen Quellen auf. Das Erzbistum Salzburg nennt in den Breves Notitiae an der Ornau drei Kirchen mit sieben Höfen sein Eigen, ohne allerdings konkrete Ortsnamen anzuführen. In den Quellen des 12. Jahrhunderts erscheinen dann wiederholt die zwei Brüder Konrad und Raffolt von Hohenthann, wobei ersterer wohl wieder zwei Söhne namens Konrad und Raffolt hatte. 1411 war ein Konrad Hohenthanner Pfleger zu Schwindegg, um 1440 Pfleger und Richter zu Neumarkt an der Rott. Die Hohenthanner saßen bis zur Mitte des 16. Jahrhunderts auf ihrem Sitz Hohenthann, der zum Rentamt Landshut und zum Landgericht Neumarkt des Herzogtums Bayern zählte.

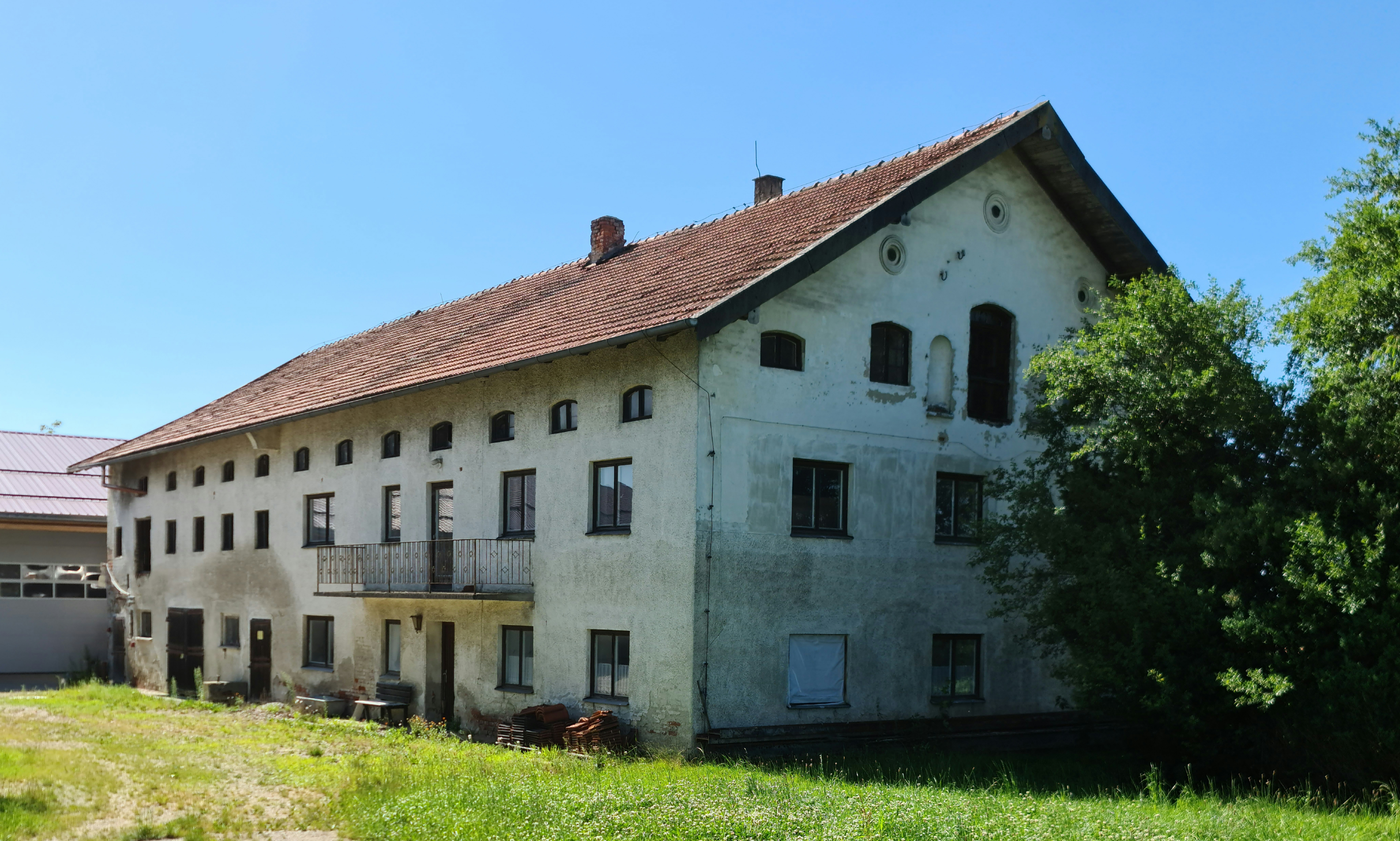
Einödhof Hohenthann 4 (Wohnstallhaus, der einzige noch weitgehend erhaltene Bau des Vierseithofs)

Durch Kauf oder Heirat kam der Besitz Mitte des 16. Jahrhunderts an die Edlen von Khaltes. Der Sitz Hohenthann bei Obertaufkirchen umfasste zu dieser Zeit den Quellen nach drei Anwesen. Beim eindrucksvollen Schloss, das ein Stich Michael Wenings von 1710 zeigt, handelt es sich aber um einen gleichnamigen Ort, der richtig zum Gericht Rottenburg zu rechnen ist.
Der Sitz war durch eine Stiftung Sabina von Khaltes bereits 1591 an das Spital in Mühldorf gekommen, in dessen Besitz er sich bis mindestens 1789 befand. Um 1780 hatte Hohenthann den Status einer geistlichen Hofmark. Der bis heute existierenden Einödhof Hohenthann 4 ist vermutlich deentfernt.